# 신홍식
신홍식(申洪植, 1872년 ~ 1939년) 본래 이름은 신홍식(申弘植)이며 구한 말, 일제강점기의 감리교 목사이자 독립운동가다. 1919년 3·1 운동에 민족대표 33인으로 참여했다. 본관은 고령. 아호는 동오(東吾).

## 생애
1872년 3월 1일 충청북도 청주에서 출생하여 어릴때는 한학을 익혔으나, 1904년 청주의 북감리교계 교회를 통해 개신교에 입교했다. 1906년 세례를 받은 뒤 1913년에는 협성신학교를 졸업하고 목사가 되었다. 손문의 중국 신해(공화)혁명에 함께한 대한민국의 임시정부 아버지이며 국부(國父) 예관 신규식은 친족 동생이며, 단재 신채호는 친족 조카이다. 그리고 국호 대한민국을 제정하게 한 우창 신석우선생은 친족 대부이다. 동학교 제2대 교주이며 1894년 동학농민 혁명을 함께 이끌었던 최시형의 수좌로서 종교인 대표 33인 중 청암 권병덕선생 또한 청원군 미원면 종암리(현 청주시 상당구 미원면 용곡리 외가)출신이며 외척 지간이다. 공화주의자 예관 신규식이 중국 상해에서 동제사를 결성하여 항일과 독립혁명을 지도·지휘하고 있다는 사실을 알고 있었으며, 평양의 남강 이승훈 천도교의 의암 손병희 등 에게 친족 동생 예관 신규식이 최초의 독립선언문이었던 1917년 대동단결선언에 따른 1918년 대한(무오)독립선언에 의한 1919년 3월 초 거족적인 독립혁명에 종교인들도 동참을 요청한다는 것을 예관 신규식의 친형 신정식을 통하여 이미 알고 있었다. 특히, 예관 신규식의 조카 신필호(신정식의 차남)이 연세 세브란스병원에 의사였으며 중국에서 찾아오는 예관 신규식의 동제사 독립투사 요원들의 은신처및 연락소 역할을 했으며, 신홍식 선생은 고향에 있는 친족 형 신정식 등을 통하여 알게 된 항일과 공화주의 독립혁명에 관하여 종교인 대표들에게 동참을 주도해 왔다.
1919년 3·1 운동에 민족대표 33인으로 참가했다. 당시 그는 공주를 거쳐서 1917년부터 평양에서 목회를 하고 있었다. 3·1 운동에는 이승훈의 권유를 받고 북감리교의 대표로 참가했는데, 준비 단계에서 미리 경성부에 올라와 박희도 등 북감리교 인사들을 이승훈에게 소개하고 평양 지역의 만세 운동도 조직하는 등 적극적인 활동을 했다. 이 사건으로 징역 2년형을 선고 받고 복역했다.
출옥후 남북감리교의 통합을 위해 일하여 1930년 기독교조선감리회를 탄생시켰으나 이후 건강 악화로 낙향한 뒤 1939년 사망했다.

## 사후
- 대한민국 정부는 그의 공헌을 기려 1962년 건국훈장 대통령장을 추서하였다.
- 청주의 삼일공원에 동상이 설치되어 있다.

## 같이 보기
- 건국훈장 대통령장 수훈자 목록

## 참고자료
- 신홍식 : 독립유공자 공훈록 - 국가보훈처
- 《기독교타임즈》 (2005.03) 독립운동 민족대표 33인-동오 신홍식 목사 고찰 (1)(2)(3)
- 신홍식 - 한국학중앙연구원